# Église Saint-Éloi de Vulaines-sur-Seine
L’église Saint-Éloi est un édifice religieux catholique situé à Vulaines-sur-Seine, en France.

## Situation et accès
L’édifice est situé à l’angle de la rue de l’Église et de la rue Jame, vers l’est de Vulaines-sur-Seine. Plus largement, il se trouve dans le département de Seine-et-Marne, en région Île-de-France.

## Histoire
La nouvelle église est édifiée à partir de 1897, grâce au legs de Charles Riché. La cérémonie d’inauguration a lieu en 1899. Des vitraux sont installés plus tardivement.

## Structure
L’édifice, tout comme son clocher qui le caractérise, est de style néogothique. Il adopte un plan en croix latine.